# Simulium cauchense
Simulium cauchense är en tvåvingeart som beskrevs av Floch och Abennenc 1946. Simulium cauchense ingår i släktet Simulium och familjen knott. Inga underarter finns listade i Catalogue of Life.